# NGC 879
في الفهرس العام الجديد،NGC 879 هي مجرة حلزونية تقع في كوكبة قيطس حوالي 177 مليون سنة ضوئية من درب التبانة. اكتشفها عالم الفلك الأمريكي فرانسيس ليفنوورث في عام 1886.